# 진구마에역
진구마에역(일본어: 神宮前駅)은 일본 아이치현 나고야시 아쓰타구에 위치한 나고야 철도의 철도역이다. 나고야 본선의 소속역이며, 이 역을 기점으로 하는 메이테쓰 도코나메선 등 2개의 노선이 운행 중이다. 역 번호는 NH 33이며, 섬식 승강장 2면 4선의 구조를 갖춘 지상역이다.

## 타는 곳
| 1 · 2 | 하행 | ■ 나고야 본선                                 | 가나야마 · 메이테쓰나고야 · 메이테쓰기후 방면          |
| 1 · 2 | 하행 | ■ 이누야마선 · 히로미선 (일부 가카미가하라선) | 가나아먀 · 메이테쓰나고야 · 이누야마 · 신카니 방면     |
| 1 · 2 | 하행 | ■ 쓰시마선 · 니시오선                         | 가나야마 · 메이테쓰나고야 · 쓰시마 · 사야 방면         |
| 3     | -    | ■ 도코나메선 · 공항선                         | 오타가와 · 도코나메 · 주부코쿠사이쿠코 방면            |
| 3     | -    | ■ 고와선 · 지타 신선                          | 오타가와 · 고와 · 우쓰미 방면                          |
| 4     | 상행 | ■ 나고야 본선 · 도요카와선                    | 지류 · 히가시오카자키 · 도요하시 · 도요카와이나리 방면 |
| 4     | 상행 | ■ 니시오선                                    | 지류 · 니시오 · 기라요시다 방면                        |

## 이용 현황
| 연도 | 1일 평균 승차 인원 |
| ---- | ------------------ |
| 1993 | 29,287             |
| 1994 | 27,270             |
| 1995 | 26,390             |
| 1996 | 25,030             |
| 1997 | 23,207             |
| 1998 | 21,730             |
| 1999 | 20,589             |
| 2000 | 19,652             |
| 2001 | 18,658             |
| 2002 | 17,937             |
| 2003 | 17,584             |
| 2004 | 17,063             |
| 2005 | 16,495             |
| 2006 | 16,001             |
| 2007 | 15,549             |
| 2008 | 15,249             |
| 2009 | 14,679             |
| 2010 | 14,987             |
| 2011 | 14,854             |
| 2012 | 15,132             |
| 2013 | 15,726             |
| 2014 | 15,561             |
| 2015 | 15,762             |

## 역 주변
- 아쓰타 신궁
- 나고야 시 아쓰타 구청
  - 아쓰타 도서관
- 나고야 시 교육 센터
- JR 도카이 도카이도 본선 아쓰타역
- 나고야 시영 지하철 메이조 선 아쓰타진구덴마초역 · 아쓰타진구니시역
- 진구 히가시 공원

## 인접 역
| 나고야 철도 나고야 본선    | 나고야 철도 나고야 본선       | 나고야 철도 나고야 본선                      |
| -------------------------- | ----------------------------- | -------------------------------------------- |
| 시·종착역                  | □ 뮤 스카이                   | 가나야마 NH 34 메이테쓰기후 방면             |
| NH 19 지류 도요하시 방면   | □ 쾌속 특급 · ■ 특급          | 가나야마 NH 34 메이테쓰기후 방면             |
| 시·종착역                  | □ 쾌속 급행                   | 가나야마 NH 34 메이테쓰기후 방면             |
| NH 27 나루미 도요하시 방면 | ■ 급행 · ■ 준특급 · ■ 보통    | 가나야마 NH 34 메이테쓰기후 방면             |
| 나고야 철도 도코나메선     |                               |                                              |
| 시·종착역                  | □ 뮤 스카이 (주부국제공항 발) | 주부코쿠사이쿠코 NH 34 주부코쿠사이쿠코 방면 |
| 시·종착역                  | □ 뮤 스카이 · ■ 특급          | 오타가와 TA 09 도코나메 방면                 |
| 시·종착역                  | □ 쾌속 급행                   | 오타가와 역 TA 09 도코나메 방면              |
| 시·종착역                  | ■ 급행 · ■ 준특급             | 오에 TA 03 도코나메 방면                     |
| 시·종착역                  | ■ 보통                        | 도요다혼마치 TA 02 도코나메 방면             |